# ソオス
ソオス（希：Σόος, ラテン文字転記：Soos, 在位：? - 紀元前890年）はエウリュポン朝のスパルタ王である。
ソオスは先代の王プロクレースの子であり、次代の王エウリュポンの父である。ソオスはヘロットを奴隷とし、アルカディア人から多くの土地を征服した。
プルタルコスによれば、ソオスはリュクルゴスの先祖のうちで最も尊敬されている王であり、それはこのような理由による。ソオスがクレイトル人によって険しい水のない場所に包囲された時、彼は自分および自分と一緒の全ての者が近くの泉から水を飲むことがあれば占領した土地を引き渡すと敵と約束し、また味方には水を飲まなかった者には王国を与えると言った。彼以外の全員は乾きに耐えられずに水を飲んだが、彼は一人最後に降りてきてまだ敵がいるところで体を洗い清めるだけで水を飲むことなく立ち去った。このようにしてソオスは占領地を手に入れた。

## 註
1. ↑  パウサニアス, III. 7. 1
2. ↑  プルタルコス, 「リュクルゴス」, 2